# Битка код Рамле (1101)
Битка код Рамле одиграла се 7. септембра 1101. године између војске Јерусалимске краљевине под командом Балдуина Јерусалимског и Фатимида из Египта. Битка је део Крсташких похода и завршена је победом хришћана.

## Битка
Велики везир ел Афдал Шаханшах је 1101. године послао још једну армију против Јерусалимске краљевине. Уместо да директно нападне Јерусалим, армија се улогорила под Ашкалона и ту чекала неколико недеља. Тек крајем августа 1101. године египатска армија се покренула и стигла скоро до Рамле где их је дочекао Балдуин са тек 260 витезова. Балдуинова војска била је подељена у четири групе које су нападале у таласима. Прва два таласа чиничи су Валонци који су у својим сулудим јуришима готово сви исечени. Када су Египћани мислили да су коначно сломили до тада непобедиве Франке, Балдуин је остатак своје војске лично повео у јуриш. Тај напад сломио је египатску војску која се у моменту распала.

## Значај
Тријумф је био потпун, а плен огроман. Балдуин се у тријумфу вратио у Јерусалим и тамо сазнао да је његова жена већ послала Танкреду гласника у Антиохију тражећи помоћ. Од тада ће Истински крст стално ићи испред крсташке армије, а једнако ће га ценити и хришћани и муслимани.